# Teresa Taranko

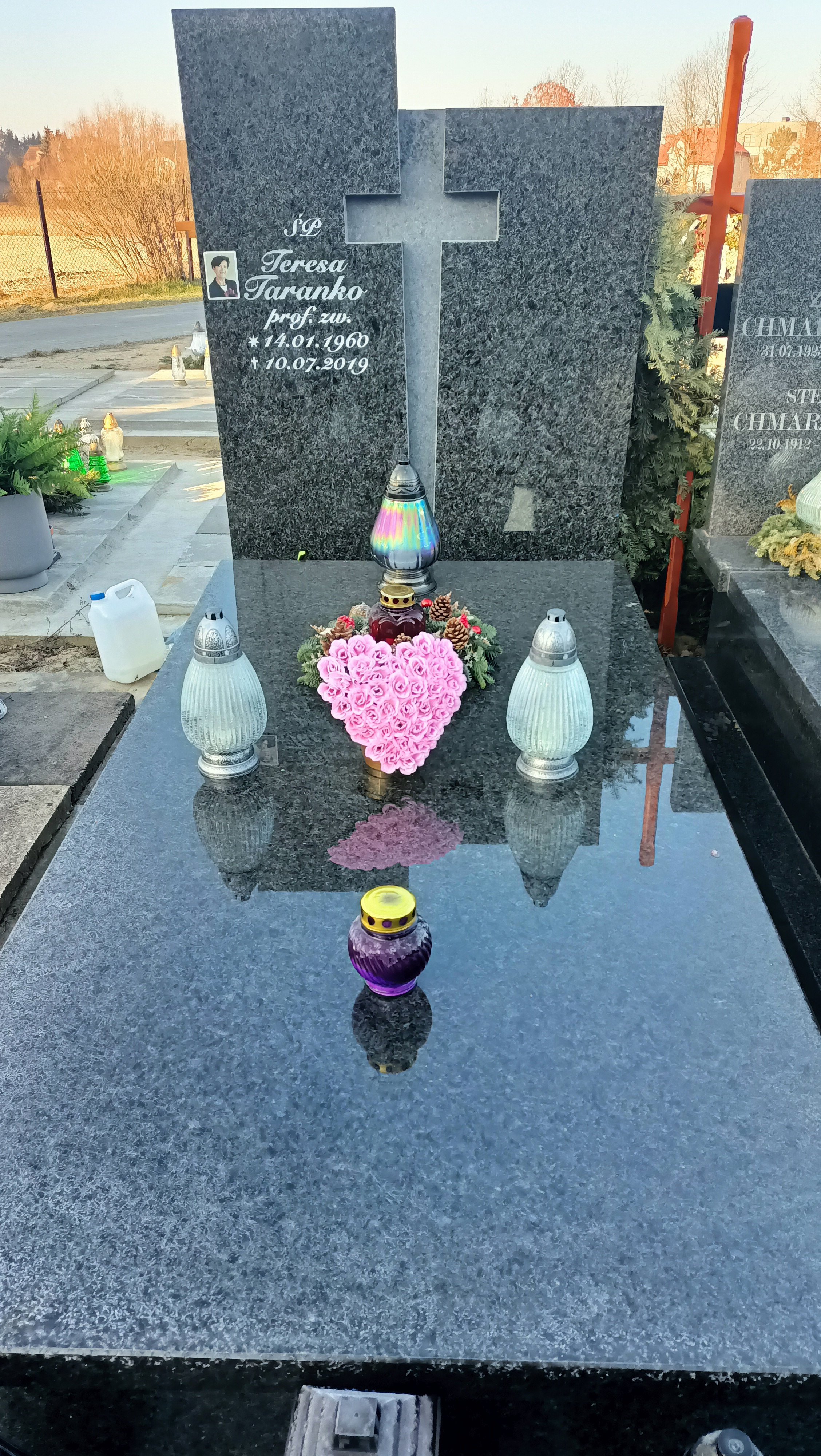
Grób Teresy Taranko na cmentarzu w Pyrach

Teresa Maria Taranko (ur. 14 stycznia 1960 w Cycowie, zm. 10 lipca 2019 w Drożdżówce) – polska ekonomistka i specjalistka marketingu, prof. dr hab.

## Życiorys
Córka Ryszarda i Janiny. W 1983 ukończyła studia ekonomiczne w Szkole Głównej Planowania i Statystyki. W latach 1983–1990 pracowała w Centrum Podyplomowego Kształcenia Pracowników Administracji Państwowej w Warszawie, od 1990 na SGPiS (której w 1991 przywrócono nazwę Szkoła Główna Handlowa), w Katedrze Rynku i Marketingu. 25 września 2000 obroniła pracę doktorską Jakość produktu jako czynnik przewagi konkurencyjnej przedsiębiorstwa, otrzymując stopień doktora, a 24 marca 2011 habilitowała się na podstawie oceny dorobku naukowego i pracy zatytułowanej Procesy konkurencyjne a strategie produktowo-rynkowe przedsiębiorstw produkcyjnych. 29 stycznia 2018 nadano jej tytuł profesora w zakresie nauk ekonomicznych.
Pełniła funkcję profesora w Szkole Głównej Handlowej w Warszawie oraz w Katedrze Marketingu w Akademii Leona Koźmińskiego w Warszawie. Była kierownikiem Katedry Rynku, Marketingu i Jakości w Kolegium Zarządzania i Finansów SGH.
19 maja 2016 odznaczona została Srebrnym Krzyżem Zasługi.

## Publikacje
- Cele działań marketingowych polskich przedsiębiorstw w latach 2002–2005[1]
- 2008: Koszty działań marketingowych w opinii menedżerów[1]
- 2009: Zachowania rynkowe małych i średnich przedsiębiorstw w Polsce[1]